# Fusillade de Nashville
La fusillade de Nashville est une tuerie en milieu scolaire survenue dans la matinée du 27 mars 2023 au sein de l'école privée chrétienne de The Covenant School à Nashville, dans l'État du Tennessee. Elle est perpétrée par Aiden Hale, alors âgé de 28 ans, et ancien élève de l'établissement.
Trois enfants sont touchés mortellement, ainsi que trois adultes employés au sein de l'école. Un policier est blessé, et l'assaillant est tué par la police.
L'événement alimente le débat sur le contrôle des armes à feu aux États-Unis, tandis que l'extrême-droite et le Parti républicain américain tentent de l'exploiter en insistant sur la transidentité du meurtrier.

## Contexte
L'établissement « The Covenant School » se situe dans le quartier de Green Hills au sein de Nashville, dans l'État du Tennessee. C'est une école privée et chrétienne — plus précisément presbytérienne, une branche du protestantisme — qui accueille des élèves de la maternelle à la sixième année. Elle compte environ 200 élèves et une quarantaine d'employés.
La fusillade se déroule le lundi 27 mars 2023.

## Déroulement des événements
Le lundi 27 mars 2023, Hale est filmé à 10 h 10 (heure locale) par une caméra de surveillance de l'école au volant d'un véhicule, roulant sur le parking de l'établissement. Vêtu d'une casquette rouge, d'un t-shirt blanc, d'un pantalon militaire ainsi que d'un gilet noir semblable à un gilet pare-balles, l'assaillant est muni « d'au moins deux fusils d'assaut » et a laissé dans sa voiture une arme de poing. Les fusils sont une AR-15 ainsi qu'une Kel-Tec SUB-2000.
L'individu s'introduit vers 10 h 13 à l'intérieur des locaux de l'école privée protestante par une porte secondaire, déambule plusieurs minutes à la recherche de cibles et tire de nombreux coups de feu lors de sa progression dans l'établissement,,.
Retranché au second étage près d'une fenêtre, l'assaillant cible les forces de l'ordre positionnées à l'extérieur du bâtiment, un impact est notamment retrouvé sur une de leurs voitures,. Un policier est blessé à la main après avoir reçu des éclats de verre.
D'autres policiers, en train de progresser pièce à pièce dans les locaux de l'école, s'empressent alors de monter au second étage et atteignent l'assaillant concentré sur les échanges de tirs avec l'extérieur. Recevant un total de sept balles, il est tué à 10 h 27, soit environ quinze minutes après le début de la fusillade,. 152 balles ont été tirées par l'assaillant.
Les policiers ayant neutralisé Hale sont Rex Engelbert et Michael Collazo, respectivement quatre et neuf ans d'ancienneté ; leur efficacité comme celle des autres agents présents est saluée à travers le pays,.

## Victimes
Trois élèves — tous âgés de 9 ans — sont tués par balles ainsi que trois adultes — de 60 et 61 ans — qui travaillaient au sein de l'établissement, dont la directrice,.
| Nom              | Âge    | Nationalité | Informations                          |
| ---------------- | ------ | ----------- | ------------------------------------- |
| Evelyn Dieckhaus | 9 ans  | Américaine  | Élève.                                |
| Hallie Scruggs   | 9 ans  | Américaine  | Élève et fille du pasteur de l'école. |
| William Kinney   | 9 ans  | Américain   | Élève.                                |
| Mike Hill        | 61 ans | Américain   | Gardien.                              |
| Cynthia Peak     | 61 ans | Américaine  | Enseignante suppléante.               |
| Katherine Koonce | 60 ans | Américaine  | Directrice de l'école.                |

## Tireur

### Biographie
Aiden Hale a 28 ans au moment des faits et a été élève dans l'école. Né le 24 mars 1995 sous le nom de Audrey Elizabeth Hale à Nashville, il travaille comme graphiste ainsi qu'illustrateur au sein d'une entreprise de la même ville. Il n'a pas de casier judiciaire. L'assaillant possède sept armes à feu, légalement achetées et est suivi par un médecin pour « des troubles émotionnels » et en soins psychiatriques depuis l'âge de ses 6 ans et vivait sous prescription d'un cocktail de médicaments psychotropes.
Hale était un homme trans qui utilisait le prénom masculin Aiden,, son profil sur le réseau professionnel LinkedIn indique qu'il voulait être désigné par les pronoms « he / him » (en français : « il / lui »),. Sur son site, Hale affirme être « resté comme un enfant qui aime aller courir à la cour de récréation ».

## Enquête

### Déclarations après la tuerie
John Drake, chef de la police locale, déclare qu'il s'agit d’une attaque « ciblée ». Il s'appuie sur un manifeste ainsi que des plans de l’établissement retrouvés par les enquêteurs. Sur la base de ce manifeste, la police conclut que Hale envisageait un second lieu d'action, avant d'y renoncer confronté à une sécurisation trop élevée,.

### Messages annonciateurs
Un quart d'heure avant la tuerie, Hale adresse plusieurs messages via le réseau social Instagram à une ancienne coéquipière de basket-ball, rencontrée au collège (expliquant ce choix car elle est « la personne la plus belle » vue dans sa vie). Hale déclare vouloir « mourir aujourd'hui » — en utilisant également le terme « suicider » — et qu'on entendra « parler d'elle aux informations » après son geste qui « un jour » aura « plus de sens ». Quelques instants après cet échange, l'interlocutrice essaye de contacter les autorités alors que la tuerie a déjà commencé.

### Hypothèse sur le mobile
Interrogé sur le mobile, la police évoque une possible « rancune » envers l'école, qui défend des valeurs religieuses traditionnelles,,, tandis que Able Child et la Grunt Style foundation s'interrogent sur le rôle des médicaments psychotropes aux effets secondaires lourds tels la dépression, le risque suicidaire et l'agressivité pris par Hale depuis ses 6 ans.

### Fuites
Le 6 novembre 2023, trois pages du journal intime de Hale furent publiées par Steven Crowder, un commentateur conservateur. Ces pages révèlent que Hale cherchait à "faire un maximum de victime" et à tuer des "petits blancs" et "pédales privilégiées blanches". Le chef de la police de Nashville, John Drake, a confirmé l'authenticité des images et déclaré qu'une enquête serait faite afin de déterminer comment la fuite a eu lieu,.
Un représentant des familles de victimes a déploré que "ces documents obtenus pendant un moment de faiblesse" furent publiés contre leur grès.

## Réactions politiques
- Le président américain Joe Biden qualifie l'attaque perpétrée de « répugnante » et affirme que la violence par armes à feu « déchire l'âme même de notre nation »[38]. Il exhorte le Congrès américain à prendre de nouvelles mesures concernant la législation sur la sécurité des armes à feu[39].
- La première dame des États-Unis Jill Biden déclare « Je n'ai pas de mots. Nos enfants méritent mieux. Nous soutenons, nous tous, Nashville dans nos prières »[40].

## Conséquences

### Débat sur les armes à feu
À la suite de cette tuerie, le débat très tendu aux États-Unis des armes à feu est relancé. Le 30 mars suivant, des milliers de manifestants se rassemblent au Capitole de l'État du Tennessee afin de demander des lois plus strictes sur le contrôle des armes à feu. Donald Trump utilise l'occasion pour défendre le lobby des armes à feu.

### Débat sur la transidentité du tueur
Certains conservateurs, comme le représentant républicain du Tennessee Tim Burchett, appellent à la publication du « manifeste » de Hale, arguant que cela donnerait au public des informations critiques sur l'état d'esprit de l'auteur. A contrario, l'éventualité d'une publication soulève des inquiétudes dans des groupes LGBTQ+ : Laura McGinnis, porte-parole d'une de ces associations, affirme que dévoiler ce document pourrait « augmenter le risque de contagion » et souligne que « le contenu ne change pas l'issue de la tragédie ». Jordan Budd, directeur exécutif de l'association « Children of Lesbians and Gays Everywhere », déclare que le manifeste ne « devrait pas être publié » et voudrait une focalisation du débat sur le sujet des armes.
Plusieurs médias, dont The Advocate, The Independent, et Libération, déclarent que l'extrême-droite et le parti républicain (États-Unis) exploitent l'événement afin de promouvoir la transphobie et diffusent de la désinformation, en se focalisant sur l'identité de genre du tueur et non sur les armes à feu.